# Petrocosmea forrestii
Petrocosmea forrestii är en tvåhjärtbladig växtart som beskrevs av William Grant Craib. Petrocosmea forrestii ingår i släktet Petrocosmea och familjen Gesneriaceae. Inga underarter finns listade i Catalogue of Life.

## Bildgalleri

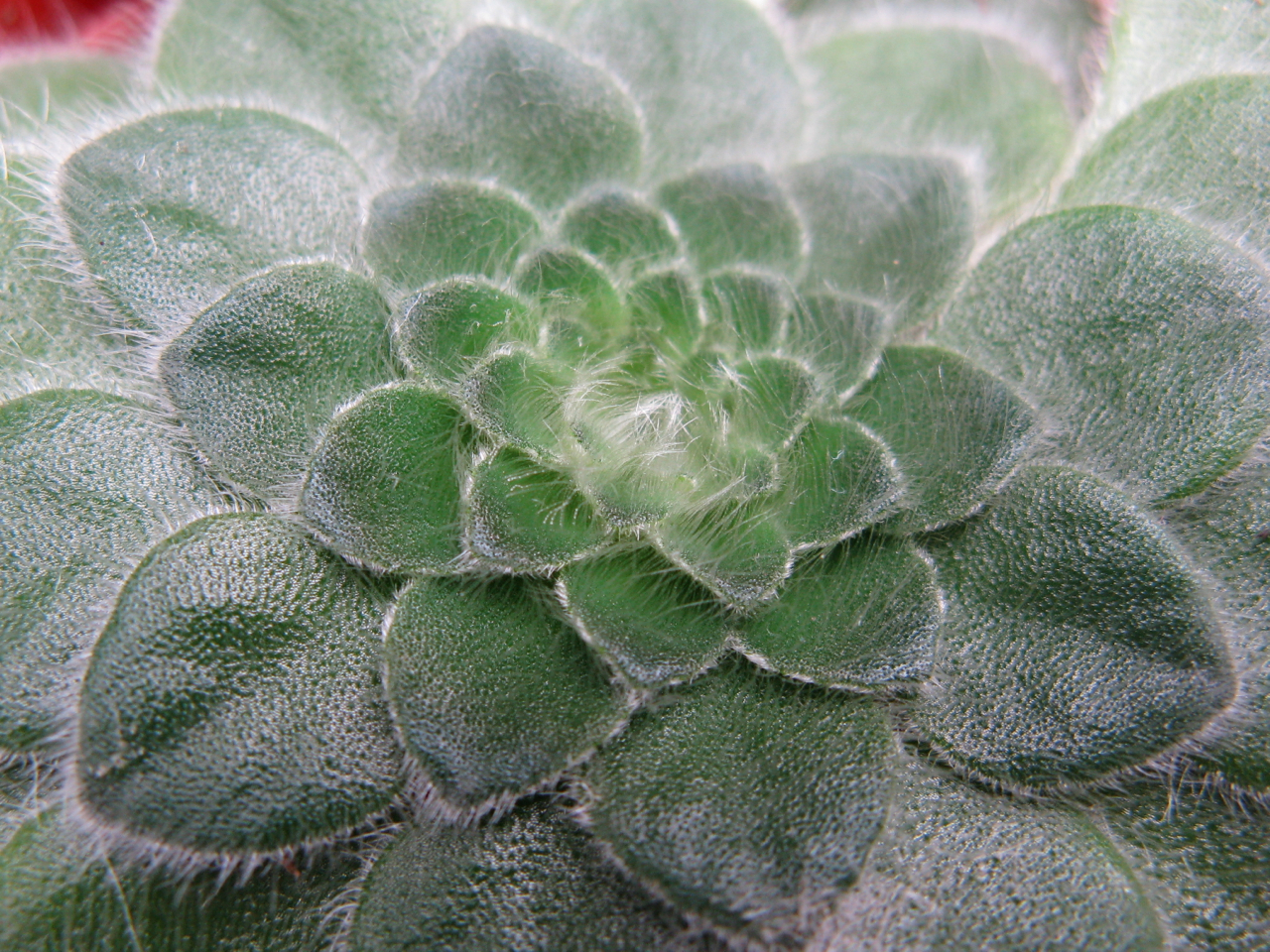
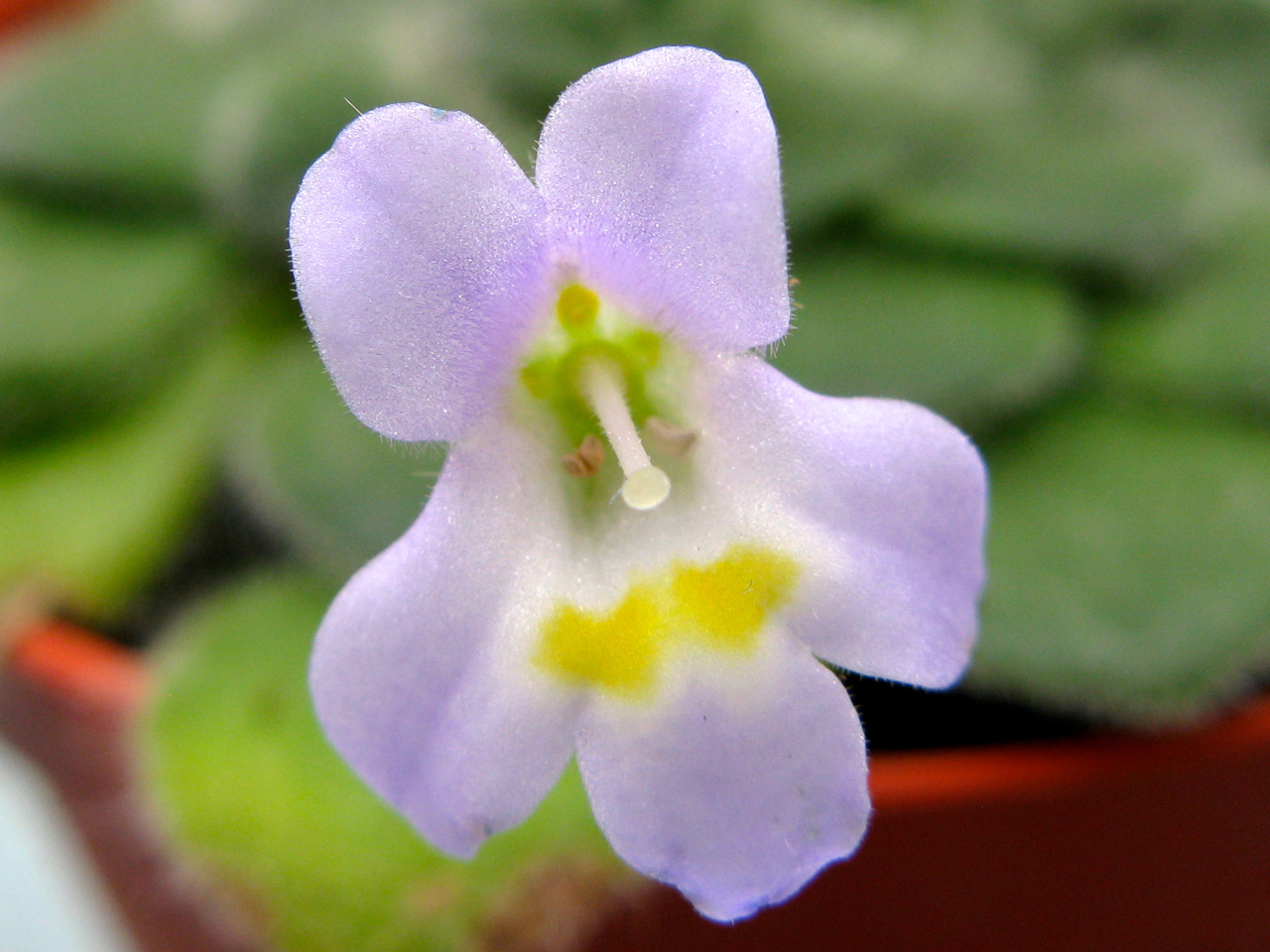